# 新奧林達 (托坎廷斯州)
7°37′55″S 48°25′22″W / 7.63194°S 48.42278°W
新奧林達（葡萄牙語：Nova Olinda），是巴西的城鎮，位於該國東北部，由塞爾希培州負責管轄，始建於1980年6月10日，面積1,566平方公里，海拔高度257米，2012年人口10,883，人口密度每平方公里6.95人。